# Tutti Giù – Im freien Fall
Tutti giù – Im freien Fall (Originaltitel: Tutti giù) ist ein Schweizer Spielfilm aus dem Jahr 2012. Die Premiere war am 7. August 2012 am Internationalen Filmfestival von Locarno. Der Film wurde auch auf Deutsch synchronisiert und hatte seine Fernsehpremiere am 5. Februar 2014 auf SRF zwei. Regisseur und Drehbuchautor war Niccolò Castelli.

## Handlung
Der Film handelt von den drei Tessiner Jugendlichen Chiara, Jullo und Edo. Sie haben alle eine Leidenschaft: Die Skirennfahrerin Chiara Merz ist auf dem Weg zur Weltspitze im Alpinen Skiweltcup, Jullos Passion ist das Skateboarden und Edo gibt sich dem Graffitisprayen hin.

## Produktion
Der Film wurde grösstenteils in Lugano im Kanton Tessin gedreht. Unter anderem werden auch Fernsehaufnahmen von den Weltcuprennen in St. Moritz 2008, 2009 und 2012 sowie von den Alpinen Skiweltmeisterschaften 2011 in Garmisch-Partenkirchen verwendet. Ebenfalls zu sehen sind Aufnahmen eines Spiels des HC Lugano gegen den HC Davos in der Resega, dem Eishockeystadion von Lugano.
Das Filmbudget betrug 1’500’000 Schweizer Franken.

## Kritik
Der Film gewann am Filmfestival Kitzbühel den Preis als Bester Spielfilm 2013.

## Trivia
Als Chiara Merz Vizeweltmeisterin wird, werden die richtigen Fernsehaufnahmen gezeigt vom Abfahrtsrennen in St. Moritz vom 2. Februar 2008, als Lara Gut Dritte wurde. Es handelte sich dabei allerdings um ein Weltcuprennen, nicht wie im Film dargestellt um eine Weltmeisterschaft.